# William Young (commediografo)
William Young (1847 – 2 ottobre 1920) è stato un commediografo, scrittore e attore statunitense conosciuto soprattutto come autore nel 1899 dell'adattamento per il teatro del celebre romanzo Ben-Hur di Lew Wallace.

## Biografia

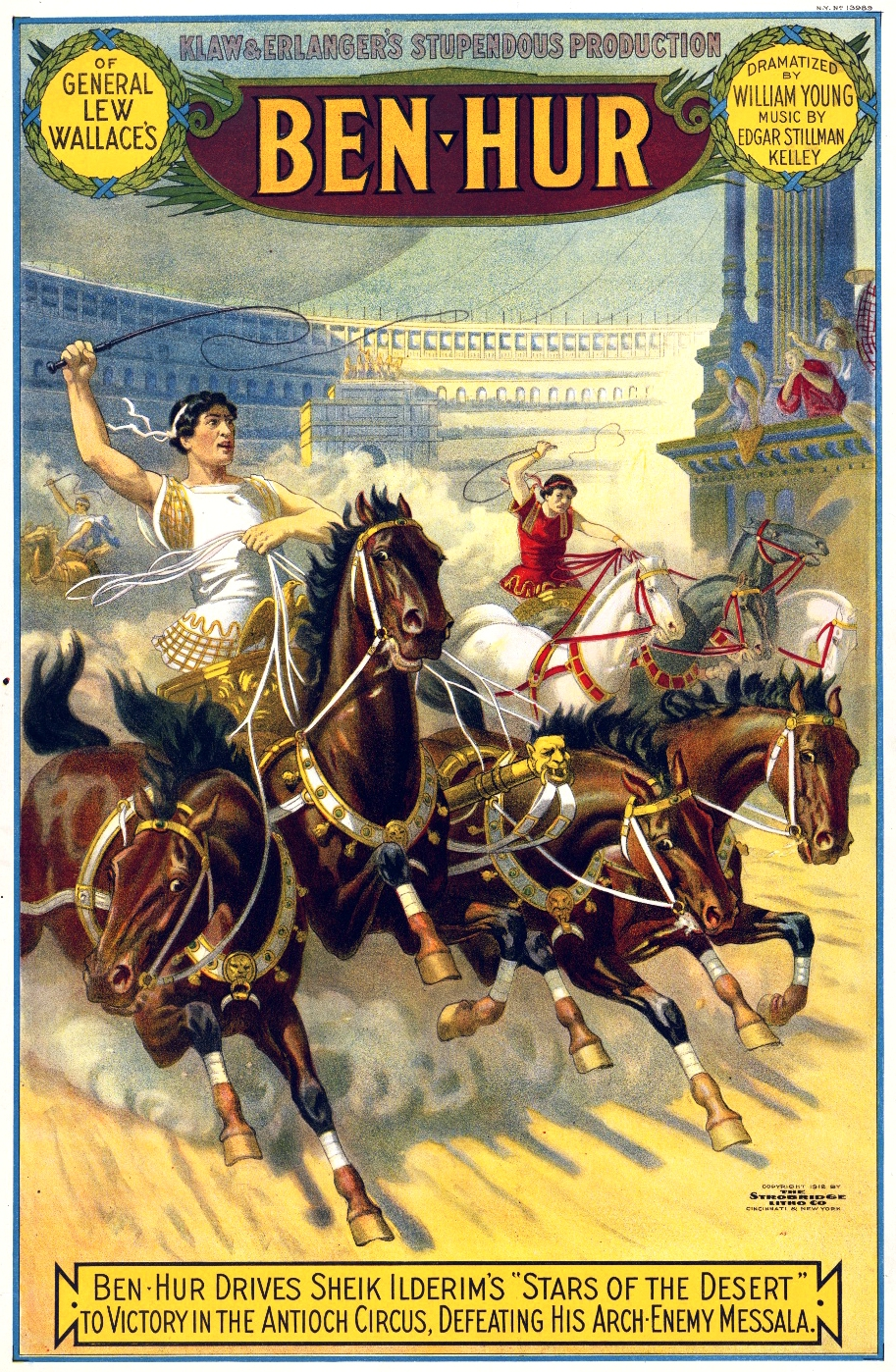
Poster per la prima teatrale di Ben-Hur a Broadway (29 novembre 1899

Nato nell'Indiana nel 1847, William Young frequentò l'università nell'Illinois. Prima di dedicarsi alla scrittura, aveva studiato legge. Young lavorò anche come attore e pubblicò una serie di poesie incluso un volume dal titolo Wishmaker's Town del 1885 che fu ripubblicato nel 1889 con un'introduzione di Thomas Bailey Aldrich.

Jonquil, il suo primo lavoro ad arrivare sul palcoscenico, venne rappresentato al Booth's Theatre di New York nel 1871. Dieci anni dopo, nel 1881, un suo nuovo lavoro, Pendragon, ricevette significative attenzioni mentre, nel 1883, The Rajah venne stroncato dalla critica, incontrando però un grande successo di pubblico. Restò in scena a Broadway per ben 265 rappresentazioni prima che la compagnia lo portasse in tournée in altre città degli Stati Uniti. Nel 1911, la Edison lo adattò per il grande schermo con The Rajah, un cortometraggio diretto da J. Searle Dawley.

Per lui, la notorietà arrivò nel 1899, con l'adattamento teatrale del romanzo Ben Hur, lavoro del generale Lew Wallace pubblicato nel 1880, presto diventato un best seller internazionale. Anche lo spettacolo, intitolato pure lui Ben-Hur, presentato in prima a Broadway il 29 novembre 1899 e prodotto da Marc Klaw e A. L. Erlanger, ebbe un tale successo da essere portato in tournée per lunghi anni non solo negli Stati Uniti, ma anche in Gran Bretagna e in Australia. Tanto che, alla fine delle rappresentazioni, nel 1920 (anno della morte di Young), il lavoro era stato visto da oltre venti milioni di persone portando al botteghino un guadagno di oltre dieci milioni di dollari.
William Young morì il 2 ottobre 1920 nel New Hampshire, a Burkhaven, Lake Sunapee.

## Teatro
- Ben-Hur (Broadway, 29 novembre 1899-maggio 1900)

## Filmografia
- A Japanese Nightingale, regia di George Fitzmaurice (1918)
- The Rajah, regia di J. Searle Dawley - cortometraggio (1911)